# William G. Angel
William Gardner Angel (* 17. Juli 1790 auf Block Island, Rhode Island; † 13. August 1858 in Angelica, New York) war ein US-amerikanischer Politiker. Zwischen 1825 und 1833 vertrat er zweimal den Bundesstaat New York im US-Repräsentantenhaus.

## Werdegang
Im Jahr 1792 zog William Angel mit seinen Eltern auf eine Farm nahe Exeter im Staat New York, wo er die öffentlichen Schulen besuchte. Gleichzeitig arbeitete er auf der elterlichen Farm. Im Jahr 1807 begann er ein Medizinstudium, das er nach acht Monaten ohne Abschluss abbrach. Nach einem anschließenden Jurastudium und seiner 1817 erfolgten Zulassung als Rechtsanwalt begann er in Burlington in diesem Beruf zu praktizieren. In den 1820er Jahren schloss er sich zunächst der Bewegung gegen den späteren Präsidenten Andrew Jackson an und wurde Mitglied der kurzlebigen National Republican Party.
Bei den Kongresswahlen des Jahres 1824 wurde Angel im 13. Wahlbezirk von New York in das US-Repräsentantenhaus in Washington, D.C. gewählt, wo er am 4. März 1825 die Nachfolge von Isaac Williams antrat. Bis zum 3. März 1827 konnte er eine Legislaturperiode im Kongress absolvieren. Diese war von den Diskussionen zwischen den Anhängern von Präsident John Quincy Adams bzw. Henry Clay und Andrew Jackson bestimmt.
Nach dem Ende seiner ersten Zeit im US-Repräsentantenhaus wechselte William Angel zur Fraktion von Andrew Jackson, aus der im Jahr 1828 die Demokratische Partei hervorging. Bei den Wahlen des Jahres 1828 wurde er erneut im 13. Distrikt seines Staates in das US-Repräsentantenhaus gewählt. Dort löste er am 4. März 1829 Samuel Chase ab, der zwei Jahre zuvor sein Nachfolger geworden war. Nach einer Wiederwahl konnte Angel bis zum 3. März 1833 zwei weitere Legislaturperioden im Kongress verbringen. Seit dem Amtsantritt von Präsident Jackson im Jahr 1829 wurde innerhalb und außerhalb des Kongresses heftig über dessen Politik diskutiert. Dabei ging es um die umstrittene Durchsetzung des Indian Removal Act, den Konflikt mit dem Staat South Carolina, der in der Nullifikationskrise gipfelte, und die Bankenpolitik des Präsidenten.
Nach seinem endgültigen Ausscheiden aus dem US-Repräsentantenhaus war William Angel als Anwalt in Hammondsport tätig. Im Jahr 1846 nahm er als Delegierter an einem Verfassungskonvent seines Staates teil; 1847 wurde er Richter im Allegany County. Dieses Amt bekleidete er bis 1851. Er starb am 13. August 1858 in Angelica.